# Carlão Gibowski
Carlos Gibowski, mais conhecido como Carlão (Londrina, 9 de agosto de 1964), é um ex-futebolista brasileiro que atuava como goleiro.

## Carreira
Carlão iniciou a sua carreira nas categorias de base do Londrina Esporte Clube, em sua cidade natal, e teve uma pequena passagem pelo Avaí em 1992.
Se transferiu para o Botafogo em junho de 1993, por US$ 50 mil. Estreou em 26 de junho, no empate em 1x1 com o Vasco pelo Torneio Rio-São Paulo.
Pelo Fogão, conquistou grandes títulos como a Copa Conmebol em 1993 e o Campeonato Brasileiro de 1995.
Em 1997, retornou ao Avaí para ser Campeão Catarinense e após, passou por vários outros clubes de menor expressão.
Atualmente atua como treinador de goleiros.

## Títulos
Botafogo
- Copa Conmebol de 1993
- Campeonato Brasileiro : 1995
- Campeonato da Capital: 1995
- Taça Cidade Maravilhosa: 1996

Avaí
- Campeão Catarinense - 1997

### Outras conquistas
Botafogo
- Troféu Teresa Herrera: 1996
- III Torneio Pres. da Rússia (President of Alaniya Cup): 1996
- Copa Rio-Brasília: 1996
- Torneio Internacional Triangular Eduardo Paes: 1994
- Copa Nippon Ham: 1996